# Liste der beweglichen Denkmäler in Iserlohn
Die Liste der beweglichen Denkmäler in Iserlohn umfasst die beweglichen Kulturdenkmale auf dem Gebiet der Stadt Iserlohn.
Bewegliche Denkmale sind „alle nicht ortsfesten Denkmäler, sofern sie nicht Bodendenkmäler sind.“. Sie werden in der Denkmalliste im Listenteil C eingetragen.

## Denkmäler
| Bild           | Bezeichnung                         | Lage               | Anmerkungen | Eingetragen seit | Denkmal-nummer |
| -------------- | ----------------------------------- | ------------------ | --- | ---------------- | -------------- |
|                | Nashornschädel                      | Dechenhöhle 5 Lage | Schädel eines Waldnashorns Dicerorhinus kirchbergensis (auch D. mercki in der Literatur). Es wird ein Mindestalter innerhalb der vorletzten Eiszeit angenommen (Saale, vor ca. 150.000 bis 300.000 Jahren). Der Schädel wurde 1993 in einer kleinen Nebenhöhle der Dechenhöhle gefunden. | 24. Jun. 1997    | C1             |
| weitere Bilder | Wappensteine ehemalige Burg Sümmern | Burggräfte 15 Lage | Drei Wappensteine aus Sandstein der 1357 erstmals erwähnten Burg in Sümmern. Sie stammen vermutlich aus den Jahren 1694, 1715 und 1720. Der älteste und auch größte Stein schmückte vermutlich die Toreinfahrt zur Burg oder deren Eingang. In Sandstein gemeißelt wurden in ihm die Wappen des Albert von Westrem und seiner Ehefrau Elisabeth von Weichs zu Körtlinghausen sowie der ersten adeligen Familie zu Sümmern. Auf dem etwas kleineren, rechteckigen Stein sind die Wappen des Rödinghausener Freiherrn Bernhard Adolf von Dücker und Maria Theresia Elisabeth von Westrem zu erkennen. Letztere war Erbin des Hauses Sümmern. In der Mitte des rechteckigen Steines mit der Jahreszahl 1720 befindet sich das Wappen des Bernhard von Dücker umgeben von den Wappen derer von Westrem und der Familie von Sümmern. | 5. Sept. 2013    | C2             |